# 薛家镇
薛家镇，是中华人民共和国江苏省常州市新北区下辖的一个乡镇级行政单位。2019年中国百强乡镇第64名。2020年7月，变更薛家镇人民政府驻地。将薛家镇人民政府驻地由丽园居委会境内迁移至奥园居委会境内，办公地址为黄河西路268号。

## 行政区划
薛家镇下辖以下地区：
吕墅社区、顺园一村社区、顺园二村社区、顺园三村社区、顺园六村社区、顺园八村社区、橄榄城社区、薛家村、叶家村、船坊村、丁家村和任葛村。